# Third Division 1983-1984
La Third Division 1983-1984 è stato il 57º campionato inglese di calcio di terza divisione.

## Squadre partecipanti
| Squadra           | Città                    | Stadio              | Stagione precedente                      |
| ----------------- | ------------------------ | ------------------- | ---------------------------------------- |
| Bolton Wanderers  | Bolton                   | Burnden Park        | 22º posto in Second Division, retrocesso |
| Bournemouth       | Bournemouth              | Dean Court          | 14º posto in Third Division              |
| Bradford City     | Bradford                 | Valley Parade       | 12º posto in Third Division              |
| Brentford         | Londra (Hounslow)        | Griffin Park        | 9º posto in Third Division               |
| Bristol Rovers    | Bristol                  | Eastville Stadium   | 7º posto in Third Division               |
| Burnley           | Burnley                  | Turf Moor           | 21º posto in Second Division, retrocesso |
| Exeter City       | Exeter                   | St James Park       | 19º posto in Third Division              |
| Gillingham        | Gillingham               | Priestfield Stadium | 13º posto in Third Division              |
| Hull City         | Kingston upon Hull       | Boothferry Park     | 2º posto in Fourth Division, promosso    |
| Leyton Orient     | Londra (Leyton)          | Brisbane Road       | 20º posto in Third Division              |
| Lincoln City      | Lincoln                  | Sincil Bank         | 6º posto in Third Division               |
| Millwall          | Londra (Bermondsey)      | The Den             | 17º posto in Third Division              |
| Newport County    | Newport                  | Somerton Park       | 4º posto in Third Division               |
| Oxford United     | Oxford                   | Manor Ground        | 5º posto in Third Division               |
| Plymouth Argyle   | Plymouth                 | Home Park           | 8º posto in Third Division               |
| Port Vale         | Stoke on Trent (Burslem) | Vale Park           | 3º posto in Fourth Division, promosso    |
| Preston North End | Preston                  | Deepdale            | 16º posto in Third Division              |
| Rotherham United  | Rotherham                | Millmoor            | 20º posto in Second Division, retrocesso |
| Scunthorpe United | Scunthorpe               | Old Showground      | 4º posto in Fourth Division, promosso    |
| Sheffield Utd     | Sheffield                | Bramall Lane        | 11º posto in Third Division              |
| Southend Utd      | Southend on Sea          | Roots Hall          | 15º posto in Third Division              |
| Walsall           | Walsall                  | Fellows Park        | 10º posto in Third Division              |
| Wigan Athletic    | Wigan                    | Springfield Park    | 18º posto in Third Division              |
| Wimbledon FC      | Londra (Wimbledon)       | Plough Lane         | 1º posto in Fourth Division, promosso    |

## Classifica finale
|  | Pos. | Squadra        | Pt | G  | V  | N  | P  | GF | GS | DR  |
|  | ---- | -------------- | -- | -- | -- | -- | -- | -- | -- | --- |
|  | 1    | Oxford Utd     | 95 | 46 | 28 | 11 | 7  | 91 | 50 | +41 |
|  | 2    | Wimbledon FC   | 87 | 46 | 26 | 9  | 11 | 97 | 76 | +21 |
|  | 3    | Sheffield Utd  | 83 | 46 | 24 | 11 | 11 | 86 | 53 | +33 |
|  | 4    | Hull City      | 83 | 46 | 23 | 14 | 9  | 71 | 38 | +33 |
|  | 5    | Bristol Rovers | 79 | 46 | 22 | 13 | 11 | 68 | 54 | +14 |
|  | 6    | Walsall        | 75 | 46 | 22 | 9  | 15 | 68 | 61 | +7  |
|  | 7    | Bradford City  | 71 | 46 | 20 | 11 | 15 | 73 | 65 | +8  |
|  | 8    | Gillingham     | 70 | 46 | 20 | 10 | 16 | 74 | 69 | +5  |
|  | 9    | Millwall       | 67 | 46 | 18 | 13 | 15 | 71 | 65 | +6  |
|  | 10   | Bolton         | 64 | 46 | 18 | 10 | 18 | 56 | 60 | –4  |
|  | 11   | Leyton Orient  | 63 | 46 | 18 | 9  | 19 | 71 | 81 | –10 |
|  | 12   | Burnley        | 62 | 46 | 16 | 14 | 16 | 76 | 61 | +15 |
|  | 13   | Newport County | 62 | 46 | 16 | 14 | 16 | 58 | 75 | –17 |
|  | 14   | Lincoln City   | 61 | 46 | 17 | 10 | 19 | 59 | 62 | –3  |
|  | 15   | Wigan          | 61 | 46 | 16 | 13 | 17 | 46 | 56 | –10 |
|  | 16   | Preston N.E.   | 56 | 46 | 15 | 11 | 20 | 66 | 66 | 0   |
|  | 17   | Bournemouth    | 55 | 46 | 16 | 7  | 23 | 63 | 73 | –10 |
|  | 18   | Rotherham Utd  | 54 | 46 | 15 | 9  | 22 | 57 | 64 | –7  |
|  | 19   | Plymouth       | 51 | 46 | 13 | 12 | 21 | 56 | 62 | –6  |
|  | 20   | Brentford      | 49 | 46 | 11 | 16 | 19 | 69 | 79 | –10 |
|  | 21   | Scunthorpe Utd | 46 | 46 | 9  | 19 | 18 | 54 | 73 | –19 |
|  | 22   | Southend Utd   | 44 | 46 | 10 | 14 | 22 | 55 | 76 | –21 |
|  | 23   | Port Vale      | 43 | 46 | 11 | 10 | 25 | 51 | 83 | –32 |
|  | 24   | Exeter City    | 33 | 46 | 6  | 15 | 25 | 50 | 84 | –34 |

Legenda:
      Promosso in Second Division 1984-1985.
      Retrocesso in Fourth Division 1984-1985.
Regolamento:
Tre punti a vittoria, uno a pareggio, zero a sconfitta.
In caso di arrivo di due o più squadre a pari punti, la graduatoria verrà stilata secondo i seguenti criteri:
- differenza reti
- maggior numero di gol segnati

Note:

Sheffield United promosso per il maggior numero di gol segnati (a parità di differenza reti) rispetto all'ex aequo Hull City.